# Erosió genètica
L'erosió genètica és un terme científic per referir-se a la pèrdua de gens individuals o combinacions de gens com els presents en les varietats natives de plantes i animals que estan adaptades a nivell local. És un procés pel qual un patrimoni gènic (genetic pool) d'una espècie amenaçada disminueix fins i tot més quan els individus d'una població supervivent desapareix sense tenir l'oportunitat de trobar-se i criar amb altres dins de la seva baixa població amenaçada.
L'erosió genètica ocorre perquè cada organisme individual té molts gens únics que es perden quan mor sense tenir una oportunitat a criar. La baixa diversitat genètica en una població d'animals i plantes silvestres porta a una posterior disminució del patrimoni gènic, per consanguinitat i debilitació del sistema immunitari i ràpidament pot portar les espècies a l'extinció.
Totes les espècies amenaçades mundials estan subjectes a diversos graus d'erosió genètica i moltes necessiten l'assistència humana en programes de cria per mantenir la seva població viable i allunyada de l'extinció. Com més petita sigui la població, més es magnifica l'efecte de l'erosió genètica.
L'erosió genètica s'agreuja i accelera per la fragmentació de l'hàbitat, actualment la majoria de les espècies amenaçades viuen en trossos cada vegada més petits d'hàbitat fragmentat intercalats amb assentaments humans i explotacions agràries fent impossible que entre elles es trobin i arribin a criar de manera natural.
El patrimoni gènic d'una espècie o població és el conjunt complet dels seus al·lels únics que s'hi poden trobar. Un gran patrimoni gènic indica gran diversitat genètica que s'associa amb una població robusta que pot sobreviure als embats d'una selecció intensa. En canvi una baixa diversitat genètica i colls d'ampolla de població poden causar una reduïda aptitud biològica (biological fitness) i incrementar la possibilitat de l'extinció.

## Erosió genètica en la biodiversitat de l'agricultura i la ramaderia
L'erosió genètica en la biodiversitat de l'agricultura i la ramaderia és la pèrdua de diversitat genètica, incloent la pèrdua de gens individuals i la pèrdua de gens combinants particulars (o complexos de gens) com aquells manifestats en races locals adaptades d'animals domesticats o de plantes adaptades al medi ambient natural en el qual s'han originat.
El terme erosió genètica de vegades es fa servir en el seu sentit restringit com és el de la pèrdua d'al·lels o gens com també en un sentit més ampli que es refereix a la pèrdua de varietats o fins i tot d'espècies. Les forces dirigents darrere de l'erosió genètica en els cultius són la substitució de les varietats, el desmunt de terres, la sobreexplotació de les espècies, la pressió de la població humana, la degradació mediambiental, la sobrepastura, i els canvis en els sistemes agrícoles.
Tanmateix el principal factor és la substitució de les varietats locals per altres varietats o espècies. Molts científics creuen que el principal problema relacionat amb la gestió del agroecosistema és la tendència general cap a la uniformitat genètica i ecològica imposada pel desenvolupament de l'agricultura moderna.
En aquest sentit i respecte a l'agricultura i la ramaderia, la FAO va aprovar, el 30 de novembre de 2011, un segon Pla d'Acció Mundial pels Recursos Fitogenètics per a l'Alimentació i l'Agricultura com a element clau per a lluitar contra la pobresa i assegurar una major seguretat alimentària en el context del canvi climàtic.

## Mesures contra l'erosió genètica
- La conservació in-situ: de vegades això resulta massa car. Els santuaris de vida silvestre, els corredors de vida silvestre i els Parcs Nacionals s'inclouen dins d'aquestes mesures
- Conservació ex-situ: per exemple els programes de conservació d'espècies dels zoològics han anat cant al llarg del temps per posar èmfasi especial en la cria en captivitat d'espècies i subespècies animals donant-los una oportunitat per a ser reintroduïts en llibertat.

També s'han fet actuacions més cares com les dels bancs de llavors, bancs d'esperma i bancs de teixits sovint en temperatures molt baixes (crioconservació).
Estratègies recents són les de trobar un enfocament integrat de conservació in situ i ex situ.